# Rondibilis spinosula
Rondibilis spinosula là một loài bọ cánh cứng trong họ Cerambycidae.